# Archie MacDonald
Archie MacDonald   (Teangue, 23 de febrer de 1895 - Inverness, 1965) va ser un lluitador escocès, especialista en lluita lliure, que va competir en els anys posteriors a la Primera Guerra Mundial. Durant la guerra havia servit a la Royal Navy i en finalitzà entrà a treballar com a policia de Glasgow.
El 1920 va prendre part en els Jocs Olímpics d'Anvers, on fou cinquè en la competició del pes pesant del programa de lluita. Quatre anys més tard, als Jocs de París, guanyà la medalla de bronze en la competició del pes pesant del programa de lluita. Aquesta medalla fou guanyada tot i haver perdut tots els combats que disputà durant els Jocs.